# Repubblica Dominicana ai Giochi della XXX Olimpiade
La Repubblica Dominicana ha partecipato ai Giochi della XXX Olimpiade di Londra che si sono svolti dal 27 luglio al 12 agosto 2012. È stata la 13ª partecipazione consecutiva degli atleti dominicani ai giochi olimpici estivi, dopo il debutto all'edizione di Tōkyō 1964.
Gli atleti della delegazione dominicana sono stati 35 (15 uomini e 20 donne), in 10 discipline. Alla cerimonia di apertura il portabandiera è stato il taekwondoka Gabriel Mercedes, mentre il portabandiera della cerimonia di chiusura è stato Félix Sánchez, atleta specializzato nelle gare ad ostacoli, vincitore di una medaglia d'oro.
La Repubblica Dominicana ha ottenuto un totale di 2 medaglie (1 oro e 1 argento), uguagliando la migliore prestazione di sempre ottenuta nell'edizione del 2004.

## Partecipanti
| Sport             | Uomini | Donne | Totale |
| ----------------- | ------ | ----- | ------ |
| Atletica Leggera  | 8      | 3     | 11     |
| Ginnastica        | 0      | 1     | 1      |
| Judo              | 0      | 1     | 1      |
| Nuoto             | 1      | 1     | 2      |
| Pallavolo         | 0      | 12    | 12     |
| Pugilato          | 3      | 0     | 3      |
| Sollevamento Pesi | 0      | 2     | 2      |
| Taekwondo         | 1      | 0     | 1      |
| Tennis Tavolo     | 1      | 0     | 1      |
| Tiro              | 1      | 0     | 1      |
| Totale            | 15     | 20    | 35     |

## Medaglie
| Riepilogo quotidiano | Riepilogo quotidiano | Riepilogo quotidiano | Riepilogo quotidiano | Riepilogo quotidiano | Riepilogo quotidiano | Riepilogo quotidiano |
| -------------------- | -------------------- | -------------------- | -------------------- | -------------------- | -------------------- | -------------------- |
| Giorno               | Data                 |                      |                      |                      | Totale               |                      |
| 1º                   | 27                   | —                    | —                    | —                    | —                    |                      |
| 2º                   | 28                   | 0                    | 0                    | 0                    | 0                    |                      |
| 3º                   | 29                   | 0                    | 0                    | 0                    | 0                    |                      |
| 4º                   | 30                   | 0                    | 0                    | 0                    | 0                    |                      |
| 5º                   | 31                   | 0                    | 0                    | 0                    | 0                    |                      |
| 6º                   | 1                    | 0                    | 0                    | 0                    | 0                    |                      |
| 7º                   | 2                    | 0                    | 0                    | 0                    | 0                    |                      |
| 8º                   | 3                    | 0                    | 0                    | 0                    | 0                    |                      |
| 9º                   | 4                    | 0                    | 0                    | 0                    | 0                    |                      |
| 10º                  | 5                    | 0                    | 0                    | 0                    | 0                    |                      |
| 11º                  | 6                    | 1                    | 1                    | 0                    | 2                    |                      |
| 12º                  | 7                    | 0                    | 0                    | 0                    | 0                    |                      |
| 13º                  | 8                    | 0                    | 0                    | 0                    | 0                    |                      |
| 14º                  | 9                    | 0                    | 0                    | 0                    | 0                    |                      |
| 15º                  | 10                   | 0                    | 0                    | 0                    | 0                    |                      |
| 16º                  | 11                   | 0                    | 0                    | 0                    | 0                    |                      |
| 17º                  | 12                   | 0                    | 0                    | 0                    | 0                    |                      |
| Totale               | Totale               | 1                    | 1                    | 0                    | 2                    |                      |

### Medagliere per disciplina
| Sport            | Oro | Argento | Bronzo | Totale |
| ---------------- | --- | ------- | ------ | ------ |
| Atletica Leggera | 1   | 1       | 0      | 2      |
| Totale           | 1   | 1       | 0      | 2      |

### Medagliati

#### Medaglie d'oro
| Medaglia | Nome          | Sport            | Evento                 | Data     |
| -------- | ------------- | ---------------- | ---------------------- | -------- |
| Oro      | Félix Sánchez | Atletica leggera | 400m ostacoli maschili | 6 agosto |

#### Medaglie d'argento
| Medaglia | Nome            | Sport            | Evento        | Data     |
| -------- | --------------- | ---------------- | ------------- | -------- |
| Argento  | Luguelín Santos | Atletica leggera | 400m maschili | 6 agosto |

## Atletica leggera
| Q | Qualificato al turno successivo per la posizione in qualificazione                                                           |
| q | Qualificato per il turno successivo per ripescaggio o, negli eventi su campo, conquistando la misura minima per qualificarsi |

### Maschile

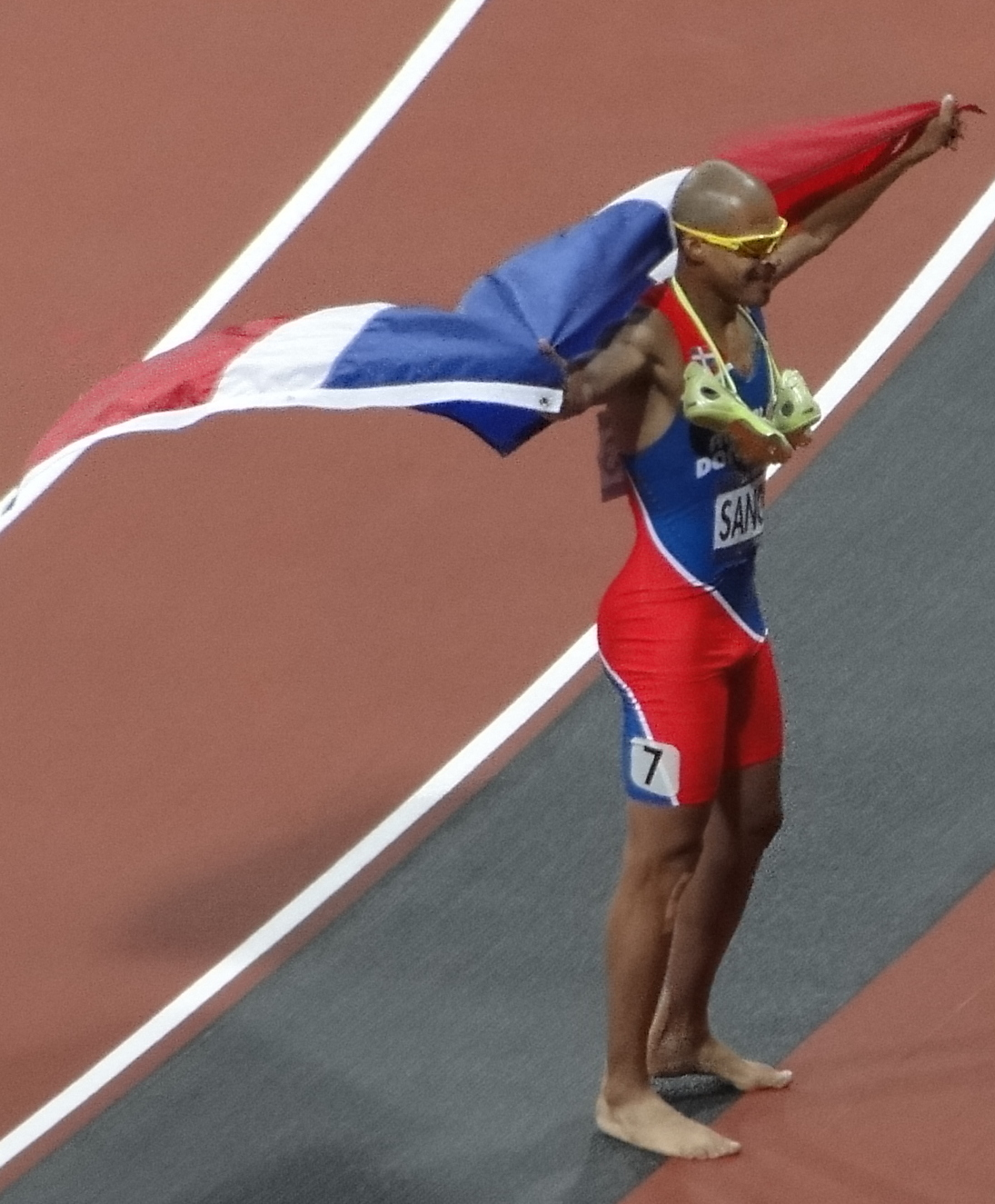
Félix Sánchez festeggia la vittoria nei 400 m ostacoli.

Eventi di corsa su pista e strada
| Winder Cuevas                                                                         | 400 m ostacoli    | 50"15 | 6°   | non qualificato | non qualificato | non qualificato | non qualificato |                 |                 |
| Carlos Jorge                                                                          | 200 m             | 21"02 | 6°   | non qualificato | non qualificato | non qualificato | non qualificato |                 |                 |
| Félix Sánchez                                                                         | 400 m ostacoli    | 49"24 | 1° Q | 47"76           | 1° Q            | 47"63           |                 |                 |                 |
| Luguelín Santos                                                                       | 400 m             | 45"04 | 1° Q | 44"78           | 1° Q            | 44"46           |                 |                 |                 |
| Gustavo Cuesta Joel Mejía Arismendy Peguero Félix Sánchez Luguelín Santos Yon Soriano | Staffetta 4×400 m | DSQ   | DSQ  | N.D.            | N.D.            | non qualificati | non qualificati | non qualificati | non qualificati |

### Femminile
Eventi di corsa su pista e strada
| Atleta          | Evento         | Batteria  | Batteria  | Semifinale      | Semifinale      | Finale          | Finale          |
| Atleta          | Evento         | Risultato | Posizione | Risultato       | Posizione       | Risultato       | Posizione       |
| --------------- | -------------- | --------- | --------- | --------------- | --------------- | --------------- | --------------- |
| Lavonne Idlette | 100 m ostacoli | 13"60     | 5ª        | non qualificata | non qualificata | non qualificata | non qualificata |
| Mariely Sánchez | 200 m          | 23"20     | 6ª        | non qualificata | non qualificata | non qualificata | non qualificata |
| Raysa Sánchez   | 400 m          | 52"47     | 5ª        | non qualificata | non qualificata | non qualificata | non qualificata |

## Ginnastica

### Ginnastica artistica
Femminile
| Atleta       | Evento       | Qualificazione | Qualificazione | Qualificazione | Qualificazione | Qualificazione | Qualificazione | Finale          | Finale          | Finale          | Finale          | Finale          | Finale          |
| Atleta       | Evento       | Attrezzo       | Attrezzo       | Attrezzo       | Attrezzo       | Totale         | Posizione      | Attrezzo        | Attrezzo        | Attrezzo        | Attrezzo        | Totale          | Posizione       |
| Atleta       | Evento       | CL             | V              | P              | S              | Totale         | Posizione      | CL              | V               | P               | S               | Totale          | Posizione       |
| ------------ | ------------ | -------------- | -------------- | -------------- | -------------- | -------------- | -------------- | --------------- | --------------- | --------------- | --------------- | --------------- | --------------- |
| Yamilet Peña | Corpo libero | 12,300         | N.D.           | N.D.           | N.D.           | 12,300         | 72ª            | non qualificata | non qualificata | non qualificata | non qualificata | non qualificata | non qualificata |
| Yamilet Peña | Volteggio    | N.D.           | 14,699         | N.D.           | N.D.           | 14,699         | 5ª Q           | N.D.            | 14,516          | N.D.            | N.D.            | 14,516          | 6ª              |

## Judo
Femminile
| Atleta       | Evento | 16-esimi                      | Ottavi               | Quarti               | Semifinali           | Ripescaggio          | Med. bronzo          | Finale               | Posizione       |
| Atleta       | Evento | Avversario Risultato          | Avversario Risultato | Avversario Risultato | Avversario Risultato | Avversario Risultato | Avversario Risultato | Avversario Risultato | Posizione       |
| ------------ | ------ | ----------------------------- | -------------------- | -------------------- | -------------------- | -------------------- | -------------------- | -------------------- | --------------- |
| María García | -52 kg | M. Müller (LUX) P (0002-1011) | non qualificata      | non qualificata      | non qualificata      | non qualificata      | non qualificata      | non qualificata      | non qualificata |

## Nuoto e sport acquatici

### Nuoto
Maschile
| Atleta          | Evento             | Batterie | Batterie   | Semifinali      | Semifinali      | Finale          | Finale          |
| Atleta          | Evento             | Tempo    | Classifica | Tempo           | Classifica      | Tempo           | Classifica      |
| --------------- | ------------------ | -------- | ---------- | --------------- | --------------- | --------------- | --------------- |
| Nicholas Schwab | 200 m stile libero | 1'53"41  | 37º        | non qualificato | non qualificato | non qualificato | non qualificato |

Femminile
| Atleta          | Evento         | Batterie | Batterie   | Semifinali      | Semifinali      | Finale          | Finale          |
| Atleta          | Evento         | Tempo    | Classifica | Tempo           | Classifica      | Tempo           | Classifica      |
| --------------- | -------------- | -------- | ---------- | --------------- | --------------- | --------------- | --------------- |
| Dorian McMenemy | 100 m farfalla | 1'05"78  | 41ª        | non qualificata | non qualificata | non qualificata | non qualificata |

## Pallavolo/Beach volley

### Pallavolo

#### Torneo femminile

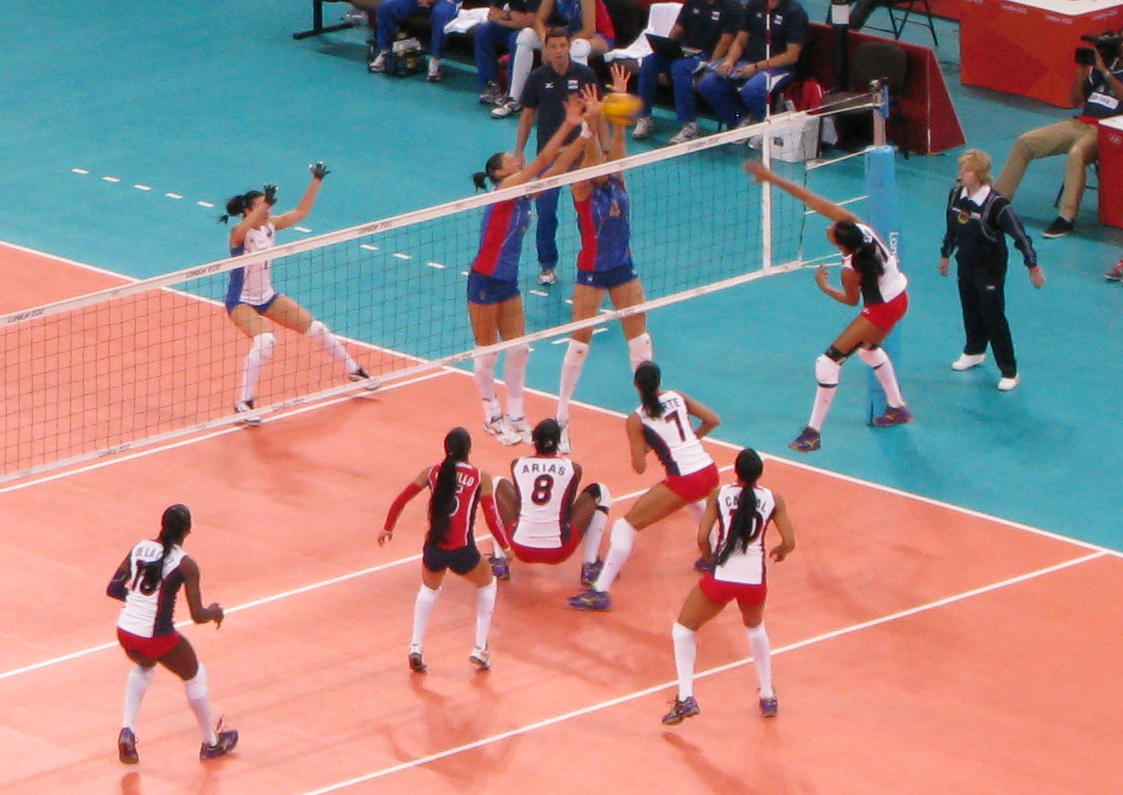
La nazionale di pallavolo dominicana durante la partita contro la.

Rosa
| N° | Nome                | Ruolo | Data di nascita   | Nazionalità sportiva |
| -- | ------------------- | ----- | ----------------- | -------------------- |
| -  | Marcos Kwiek        | All   | -                 | -                    |
| 1  | Annerys Vargas      | C     | 7 agosto 1981     | Criollas de Caguas   |
| 3  | Lisvel Eve          | C     | 10 settembre 1991 | Criollas de Caguas   |
| 5  | Brenda Castillo     | L     | 5 giugno 1992     | Criollas de Caguas   |
| 7  | Niverka Marte       | P     | 19 ottobre 1990   | Mirador              |
| 8  | Cándida Arias       | C     | 11 marzo 1992     | San Martín           |
| 9  | Sidarka Nuñez       | O     | 26 giugno 1984    | Club Malanga         |
| 10 | Milagros Cabral     | S     | 17 ottobre 1978   | Pinkin de Corozal    |
| 12 | Karla Echenique     | P     | 16 maggio 1986    | Budowlani Łódź       |
| 13 | Cindy Rondón        | C     | 12 novembre 1987  | Mirador              |
| 14 | Prisilla Rivera     | S     | 29 dicembre 1984  | İqtisadçı            |
| 17 | Gina Mambrú         | O     | 21 gennaio 1986   | Distrito Nacional    |
| 18 | Bethania de la Cruz | S     | 13 maggio 1987    | Denso Airybees       |

Prima fase - Girone A
| Arbitri: | Zorica Bjelić Rolando Cholakian |

|                                                |       |                                           |
| S. Gioli 19 V. Arrighetti 16 C. Costagrande 16 | Punti | 19 M. Cabral 14 B. de la Cruz 9 A. Vargas |

| Arbitri: | Rogério Espicalski Karin Zahorcova |

|                                           |       |                                                  |
| B. de la Cruz 26 C. Arias 17 M. Cabral 16 | Punti | 22 E. Gamova 14 N. Hončarova 12 M. Duskrjadčenko |

| Arbitri: | Karin Zahorcova Georgios Karampetsos |

|                                           |       |                                     |
| P. Rivera 16 B. de la Cruz 15 A. Vargas 5 | Punti | 14 Y. Ebata 13 S. Kimura 9 A. Ōtomo |

| Arbitri: | Mohamad Shaaban Janpen Jirakakul |

|                                        |       |                                           |
| L. Beattie 11 J. Sandell 6 G. Carter 6 | Punti | 12 B. de la Cruz 10 P. Rivera 9 M. Cabral |

| Arbitri: | Patricia Salvatore Brian McDougall |

|                                             |       |                                        |
| Z. Bensalem 13 A. Khamtache 6 S. Boukhima 6 | Punti | 21 P. Rivera 14 M. Cabral 12 G. Mambrú |

| Pos | Nazione         | Punti | Partite | Partite | Partite | Set   | Set   | Ratio | Punti | Punti  | Ratio |
| Pos | Nazione         | Punti | Giocate | Vinte   | Perse   | Vinti | Persi | Ratio | Fatti | Subiti | Ratio |
| --- | --------------- | ----- | ------- | ------- | ------- | ----- | ----- | ----- | ----- | ------ | ----- |
| 1   | Russia          | 14    | 5       | 5       | 0       | 15    | 4     | 3,750 | 459   | 352    | 1,304 |
| 2   | Italia          | 13    | 5       | 4       | 1       | 14    | 5     | 2,800 | 444   | 368    | 1,207 |
| 3   | Giappone        | 9     | 5       | 3       | 2       | 11    | 6     | 1,833 | 401   | 335    | 1,197 |
| 4   | Rep. Dominicana | 6     | 5       | 2       | 3       | 8     | 9     | 0,889 | 374   | 362    | 1,033 |
| 5   | Regno Unito     | 2     | 5       | 1       | 4       | 3     | 14    | 0,214 | 295   | 398    | 0,741 |
| 6   | Algeria         | 1     | 5       | 0       | 5       | 2     | 15    | 0,133 | 252   | 410    | 0,615 |

Quarti di finale
| Arbitri: | Karin Zahorcova Jarpen Jirakakul |

|                                            |       |                                          |
| D. Hooker 19 F. Akinradewo 12 J. Larson 11 | Punti | 15 P. Rivera 12 B. de la Cruz 7 C. Arias |

 Rep. Dominicana eliminata ai quarti di finale. Posizione nella classifica finale: 5º posto

## Pugilato
Maschile
| Atleta                   | Evento                | Sedicesimi                 | Ottavi di finale            | Quarti di finale     | Semifinali           | Finale               | Pos. |
| Atleta                   | Evento                | Avversario Risultato       | Avversario Risultato        | Avversario Risultato | Avversario Risultato | Avversario Risultato | Pos. |
| ------------------------ | --------------------- | -------------------------- | --------------------------- | -------------------- | -------------------- | -------------------- | ---- |
| William Encarnación      | Pesi gallo (-56 kg)   | B. Lemboumba (GAB) V 15-6  | M.A. Ouadahi (ALG) P 10–16  | non qualificato      | non qualificato      | non qualificato      | 9°   |
| Wellington Arias         | Pesi leggeri (-60 kg) | E. Marriaga (COL) V (17-8) | V. Lomačenko (UKR) P (3-15) | non qualificato      | non qualificato      | non qualificato      | 9°   |
| Junior Castillo Martinez | Pesi medi (-75 kg)    | A. Ogogo (GBR) P 6–13      | non qualificato             | non qualificato      | non qualificato      | non qualificato      | 17º  |

## Sollevamento pesi
Femminile
| Atleta             | Evento | Strappo   | Strappo    | Slancio   | Slancio    | Totale | Classifica |
| Atleta             | Evento | Risultato | Classifica | Risultato | Classifica | Totale | Classifica |
| ------------------ | ------ | --------- | ---------- | --------- | ---------- | ------ | ---------- |
| Beatriz Pirón      | -48 kg | 77 kg     | 7ª         | 90 kg     | 11ª        | 167 kg | 9ª         |
| Yuderqui Contreras | -53 kg | 94 kg     | DNF        | -         | -          | -      | DNF        |

## Taekwondo
Maschile
| Atleta           | Evento | Ottavi                     | Quarti               | Semifinale           | Ripescaggio Turno 1  | Ripescaggio Turno 2  | Finale               | Classifica      |
| Atleta           | Evento | Avversario Risultato       | Avversario Risultato | Avversario Risultato | Avversario Risultato | Avversario Risultato | Avversario Risultato | Classifica      |
| ---------------- | ------ | -------------------------- | -------------------- | -------------------- | -------------------- | -------------------- | -------------------- | --------------- |
| Gabriel Mercedes | −58 kg | T. Al-Kubati (YEM) P (3-8) | non qualificato      | non qualificato      | non qualificato      | non qualificato      | non qualificato      | non qualificato |

## Tennis tavolo
Maschile
| Atleta | Evento  | Preliminari          | Round 1                                                           | Round 2                                          | Round 3              | Round 4              | Quarti di finale     | Semifinale           | Finale               | Pos.            |
| Atleta | Evento  | Avversario Risultato | Avversario Risultato                                              | Avversario Risultato                             | Avversario Risultato | Avversario Risultato | Avversario Risultato | Avversario Risultato | Avversario Risultato | Pos.            |
| ------ | ------- | -------------------- | ----------------------------------------------------------------- | ------------------------------------------------ | -------------------- | -------------------- | -------------------- | -------------------- | -------------------- | --------------- |
| Lin Ju | Singolo | Bye                  | Kim S.-N. (PRK) V 4-3 (11-9, 5-11, 11-8, 6-11, 3-11, 13-11, 9-11) | M. Freitas (POR) P 0-4 (6-11, 5-11, 10-12, 3-11) | non qualificato      | non qualificato      | non qualificato      | non qualificato      | non qualificato      | non qualificato |

## Tiro a segno/volo
Maschile
| Atleta        | Evento      | Qualificazione | Qualificazione | Finale          | Finale          |
| Atleta        | Evento      | Punteggio      | Classifica     | Punteggio       | Classifica      |
| ------------- | ----------- | -------------- | -------------- | --------------- | --------------- |
| Sergio Pinero | Trap        | 118            | 20º            | non qualificato | non qualificato |
| Sergio Pinero | Double trap | DNS            | DNS            | non qualificato | non qualificato |